# Trilogia persiana
Con Trilogia persiana si fa riferimento a un ciclo di tre tragicommedie in versi martelliani che il commediografo Carlo Goldoni, assecondando la moda veneziana del periodo per le ambientazioni esotiche, compose per il Teatro San Luca di Venezia: La sposa persiana (1753), Ircana in Julfa (1755), Ircana in Ispaan (1756). Con queste opere, l'autore si concesse il lusso di magnificenze scenografiche, in ciò agevolato dalla vastità dello spazio scenico del teatro. 
In tre tappe successive, il commediografo veneziano esplorò un universo psicologico inedito, dai forti sapori erotici e ambivalenti, con intrecci melodrammatici ricchi di elementi spettacolari, ma non privi di scabrosi inserti comici.
Dopo la clamorosa accoglienza positiva de La sposa persiana, Goldoni compose le altre due tragicommedie su sollecitazione dagli spettatori veneziani, ansiosi di conoscere il seguito delle avventure di Ircana, la schiava indiavolata della prima opera:
(Carlo Goldoni, prefazione a La sposa persiana)
Ircana in Julfa non ripeté il successo de La sposa persiana:
(Carlo Goldoni, Mémoires)
Ircana in Ispaan, invece, fu un trionfo a lungo replicato:
(Carlo Goldoni, Mémoires)